# Petri Nygård
Petri Nygård (egentligt namn Petri Jukka Mikael Laurila), född februari 1974 i Kristianstad i Skåne, är en finsk rappare. 
Laurila började sin karriär år 1989–2003 med artistnamnet Dream i Nuera, en finsk rap duo som Laurila bildade tillsammans med Henry Kaprali (alias Skem).
Den första låten under artistnamnet Petri Nygård var Vitun Suomirokki, utgiven på nätet år 2000. Sedan fick Nygård kontrakt med skivbolaget Poko Rekords.

## Diskografi

### Nuera

#### Album och EP:n
- Nuera tape (1992)
- Nuera DEMO (1993)
- Nuera Underground Tape (1993)
- Breakfast (1994)
- Nuera EP (1996)
- Honesty (2000)
- Own World (2003)

#### Singlar
- Upsteps (2001)
- Upsteps Reprise (2003)

#### Musikvideo
- Upsteps Reprise (2003)

### Petri Nygård

#### Album och EP:n
- Pillumagneetti (EP, 2000)
- Mun levy! (2000)
- Petri presidentixi (2001)
- Hovinarrin paluu! (2002)
- Kaikkee pitää olla (2009)
- Kaikki tai ei mitään (2011)
- Mun mielestä (2012)
- Valmis mihin vaan (2013)
- Alaston Suåmi (2020)

#### Singlar
- Vitun suomirokki (2000)
- Kanava nolla (Antakaa mun olla) (2000)
- Rääväsuu (2000)
- Hulluna tisseihin (2000)
- Petri hallitsee liigaa (2001)
- Riimini rupiset / Sika / Petri pelastaa joulun (2001)
- Sanon suoraan - nätsingle (2009)
- Onko sulla pokkaa? - nätsingle (2009)
- Mitävittuuvaan / Tuska - nätsingle (2009)
- Kippis kulaus - nätsingle (2010)
- Seopetriii - nätsingle (med Emel & Aajee, 2010)
- Sarvet esiin (med Mokoma, 2010)
- Selvä päivä (med Lord Est, 2010)
- "Villi ja vitun vapaa" (2011)
- "Märkää" (2012)

#### Musikvideo
- Vitun Suomirokki (2000)
- Petri hallitsee liigaa (2001)
- Sanon suoraan (2009)
- Onko sulla pokkaa? (2009)
- Mitä vittuu vaan (Tuska) (2009)
- Kippis kulaus (2010)
- Seopetriii (2010)
- Sarvet esiin (2010)
- Selvä päivä (2010)
- "Villi ja vitun vapaa" (2011)
- "Märkää" (2012)